# Pléïades (œuvre musicale)
Pour les articles homonymes, voir Pléiade.

Pléïades pour six percussionnistes est une œuvre de Iannis Xenakis composée en 1978.

## Histoire
Pléïades est une œuvre de concert, commandée par la ville de Strasbourg. Elle est créée le 3 mai 1979 à Mulhouse par l'ensemble Les Percussions de Strasbourg. C'est la plus importante œuvre pour percussions qu'il ait composée.

## Mouvements
1. Mélanges
2. Métaux
3. Claviers
4. Peaux

## Formation
- Vibraphones
- Marimbas
- Xylophones
- Sixxen (de "six" et "xen" pour Xenakis), instrument à percussion construit pour l'occasion

## Commentaires
Le titre fait allusion aux Pléiades de la mythologie, à cause de leur nombre, et à la constellation des Pléiades à cause de leur disposition arbitraire.
Iannis Xenakis décrit cette œuvre comme une polyrythmie fondée sur l'idée de répétition, de transformation, de superposition, de copies avec des variations rythmiques dues au hasard. Il s'agit de musique aléatoire, stochastique. Ces variations doivent donner l'idée de nuages, de galaxies et de tourbillons.
Les instruments choisis sont diatoniques, comme dans la musique indonésienne, afin de s'éloigner de la musique occidentale.

## Discographie
- Makoto Aruga Percussion Ensemble (Tokyo, 23-24 juillet 1985, Sony) (OCLC 25922359)
- Les Percussions de Strasbourg : Jean-Pierre Bedoyan, Gabriel Bouchet, Christian Hamouy, Keiko Nakamura, Claude Ricou, Georges van Gucht ; François Dhalmann (Colmar, janvier 1986, Harmonia Mundi) (OCLC 780702652 et 1070406858)
- Les Percussions de Strasbourg (1988, Denon CO-73678) (OCLC 874185496)
- Kroumata Percussion Ensemble : Ingvar Hallgren ; Jan Hellgren ; Anders Holdar ; Leif Karlsson ; Johan Silvmark ; Anders Åstrand ; dir. Anders Loguin (19-20 mai 1990, Bis CD-482) (OCLC 1069090998 et 873171655)
- Ensemble de percussions Les Pléïades (décembre 1991, Erato) (OCLC 843620813 et 873338637)
- Ensemble Red Fish Blue Fish, dir. Steven Schick (2006, 3 CD Mode) (OCLC 611710097)
- Kuniko Kato (décembre 2013/octobre 2014, Linn Records) (OCLC 1053608138)
- Ensemble DeciBells, dir. Domenico Melchiorre (25–26 avril 2018, Genuin GEN 19633) (OCLC 1102512925)

## Filmographie
Hilary Boulding, Pléiades de Xenakis, 35 minutes, 1988 (répétition de concert).